# Sillon industriel

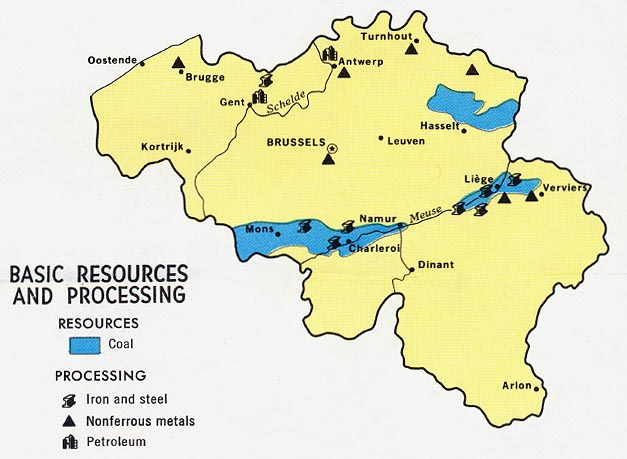
Mappa (CIA 1968) delle risorse in Belgio. La valle della Sambre e della Mosa e le aree circostanti ricche di carbone hanno determinato le regioni industriali.

Il Sillon industriel (in italiano: "solco industriale") è l'ex spina dorsale industriale del Belgio. Attraversa la Vallonia, passando da Dour, la regione del Borinage, a ovest, a Verviers a est, passando lungo la strada attraverso Mons, La Louvière (Centre), Charleroi (Pays noir), Namur, Huy, e Liegi. Segue un tratto continuo delle valli de l'Haine, Sambre, Mosa e Vesdre, e ha una superficie di circa 1000 km².
La striscia è anche conosciuta come valle della Sambre e della Mosa, come i fiumi principali che la attraversano, o valle Haine-Sambre-Mosa-Vesdre, che comprende due fiumi più piccoli. (in francese: sillon Sambre-et-Meuse or sillon Haine-Sambre-Meuse-Vesdre). Si chiama anche Dorsale wallonne, che significa "spina dorsale [industriale] vallone".
È meno definita dalla geografia fisica ed è più una descrizione della geografia umana e delle risorse naturali. Poiché l'industria pesante non rappresenta la caratteristica prevalente dell'economia belga, è ormai più comune riferirsi all'area come a una precedente cintura industriale. 
Circa due terzi della popolazione della Vallonia vivono nell'area - oltre due milioni di persone. Il suo tratto principale è talvolta chiamato valle di Charleroi-Liegi, che collega Charleroi e Liegi. Alcuni la vedono come una metropoli vallone, sebbene sia lineare piuttosto che multidirezionale.

## Storia

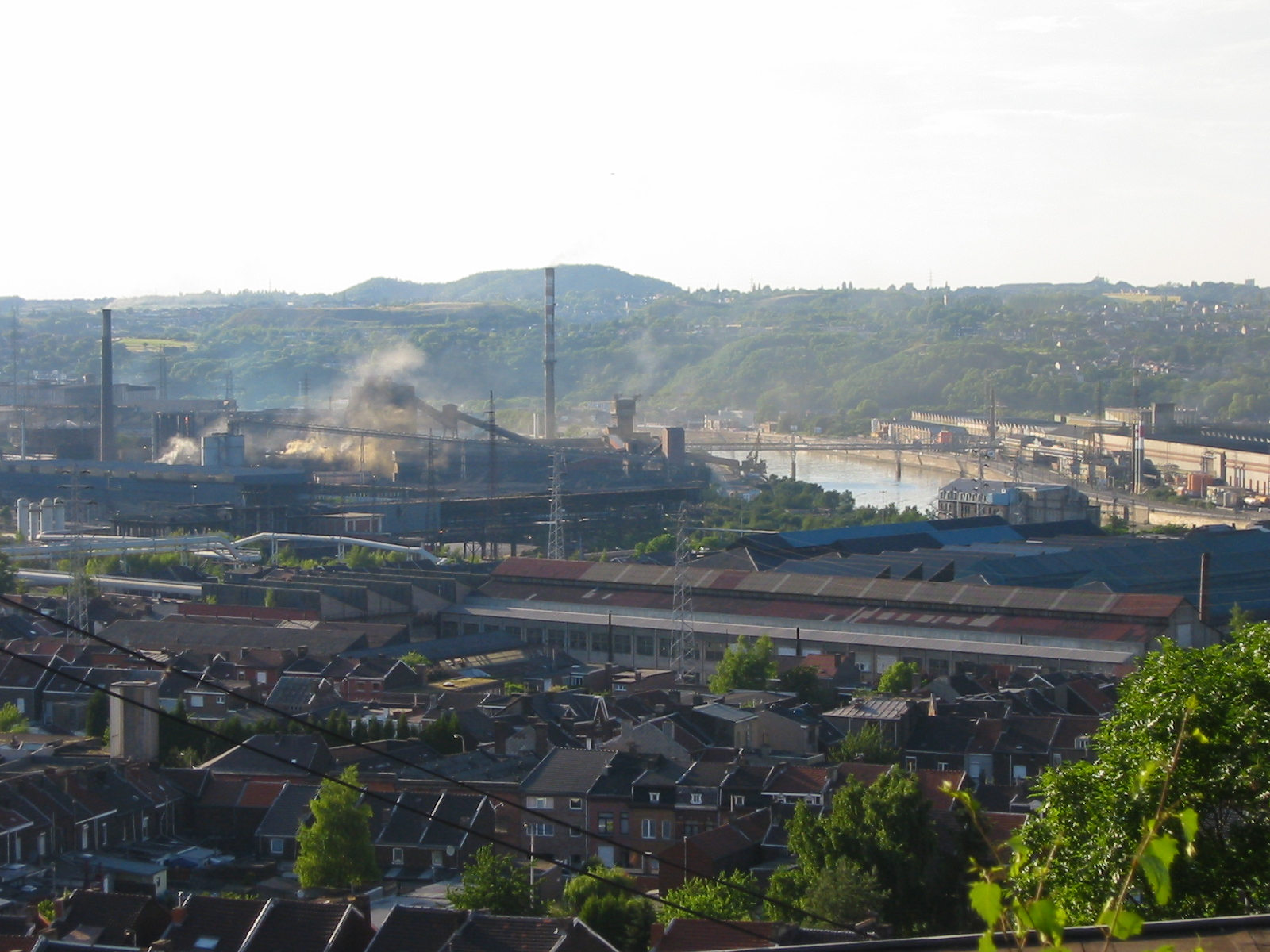
Fabbricazione di acciaio lungo la Mosa a Ougrée, nei pressi di Liegi

Il sillon industriel è stata la prima area interamente industrializzata nell'Europa continentale. La sua industria portò molta ricchezza in Belgio, ed era il nucleo economico del paese. Ciò è continuato fino al secondo dopoguerra, quando l'importanza dell'acciaio, del carbone e dell'industria belga ha iniziato a diminuire. L'economia della regione si è spostata verso l'estrazione di materie prime non metalliche come il vetro e la soda, che è durata fino agli anni '70.
La regione ha visto numerosi scioperi generali, alcuni con obiettivi sociali, alcuni con obiettivi politici. Nel 1886, a causa della crisi economica, dell'abbassamento dei salari e della disoccupazione; nel 1893, 1902 e 1913, come una lotta per il suffragio universale. Altri scioperi si verificarono nel 1932 e nel 1936, con uno sciopero nel 1950 sulla questione del ritorno di Leopoldo III al trono belga. La regione è stata al centro dello sciopero generale dell'inverno 1960-1961, che aiutò la Vallonia ad acquisire autonomia. Fu anche il luogo della prima decristianizzazione in Belgio, e della più feroce opposizione al ritorno di Leopoldo III al trono.

## Oggi
La regione è la base del Partito Socialista francofono belga (Parti Socialiste) in Vallonia. Parte della regione si qualifica per lo status dell'Obiettivo 1 o dell'Obiettivo 2 nell'ambito della politica regionale dell'Unione europea a causa del suo basso PIL pro capite. Questo per incoraggiare la crescita nell'area.